# ホモフォニー (詩学)
ホモフォニーとは、詩学において、同音異義語（同音異綴り語）を用いて、響きの上から多義的な表現を行うこと。

## ホモフォニーの例
ディラン・トーマスの『シナノキの下で “Under Milk Wood”』において、“The shops in mourning”（喪中の店）という表現は、“The shops in morning”（朝の店）という響きに通じている。